# San Giovanni (Valle Aurina)
San Giovanni (St. Johann in Ahrn in tedesco, Ahrn in dialetto locale) è la più estesa frazione del comune di Valle Aurina (Ahrntal), nella provincia autonoma di Bolzano.

## Origine del nome
Il toponimo è attestato almeno dal 1000, quando la sua pieve di San Giovanni fu al centro della vita non solo religiosa dell'intera valle.

## Storia
A lungo fu una località sparsa coi masi che erano disposti solitamente su entrambi i lati della vallata. Un mutamento sostanziale si è avuto dopo la seconda guerra mondiale, con una nuova crescita urbanistica tale da formare un vero centro abitato sorto nelle immediate vicinanze della sua chiesa parrocchiale. Con Lutago, Predoi (autonomia recuperata nel 1958), San Pietro e San Giacomo fu comune autonomo sino al 1929, quando tutte queste località vennero unite nel comune di Valle Aurina.

## Monumenti e luoghi d'interesse

### Architetture religiose
- Chiesa di San Giovanni Battista. L'edificio originale della pieve risaliva all'anno 1000 e fu oggetto di ricostruzione nel XVIII secolo.[1]

## Cultura
- Museo mineralogico (Mineralien-Museum)[5]

## Economia
L'economia locale tradizionale è quella a vocazione agricola ma nel secondo dopoguerra, lentamente, l'accoglienza turistica si è sempre più affermata. Permangono attività artigianali in parte ereditate dalle strutture che sfruttavano le miniere, come le fonderie e quindi alla lavorazione del rame.